# Temple d'Apollon Grannus

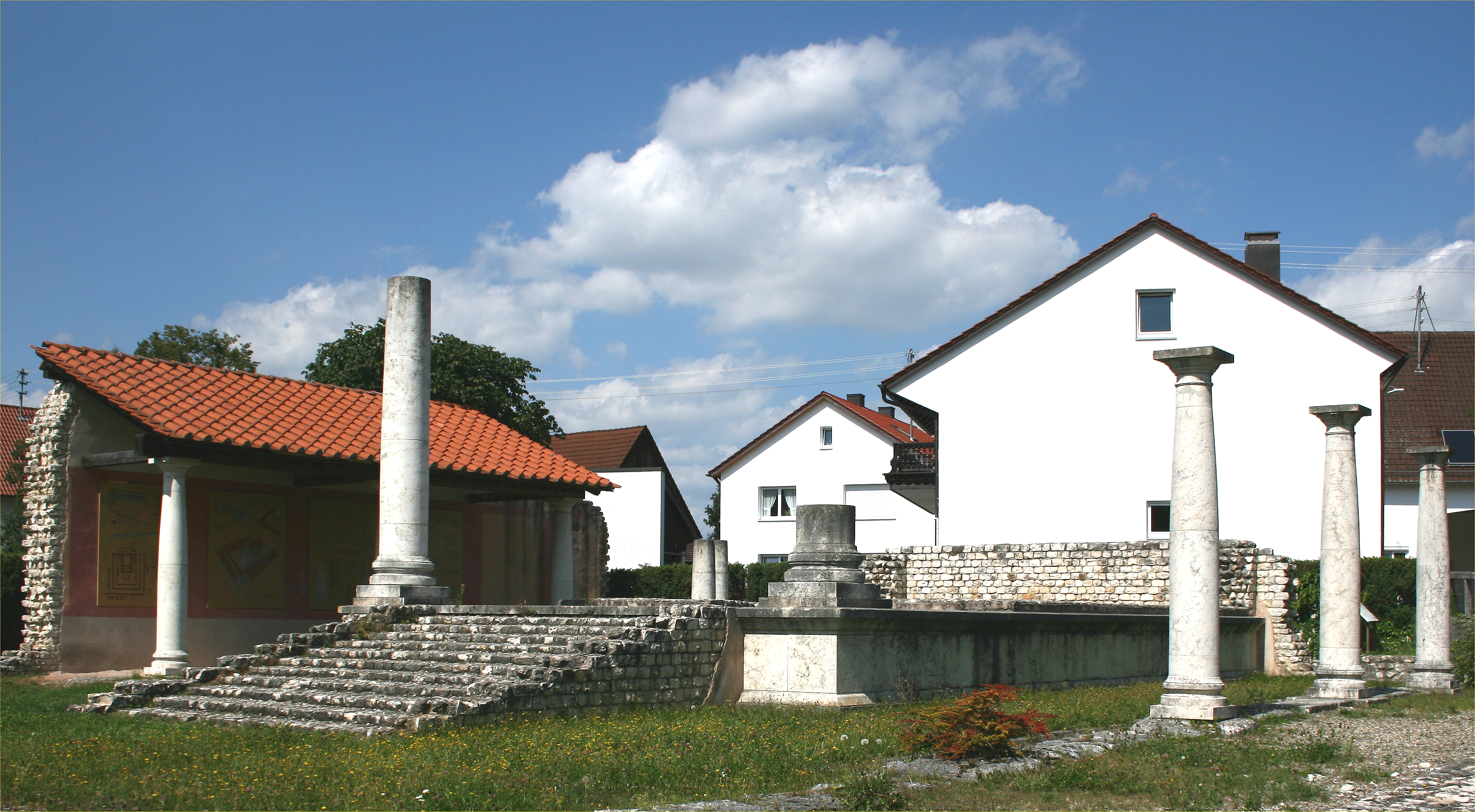
Reconstruction partielle du temple.

Le temple d'Apollon Grannus est un temple romain du IIIe siècle situé en Bavière dans le village de Faimingen près de Lauingen.
L'empereur Caracalla souhaitait remercier Apollon Grannus pour avoir guéri ses maux en 212 apr. J.-C. Le nom du temple se réfère à Apollon, dieu de la guérison, et à Grannus, dieu celtique des sources et des bains.
La ville de Phoebiana, nom romain de Faimingen, est alors connue comme sanctuaire de source et lieu de cure thermale. Le temple est l'un des plus grands au nord des Alpes, seuls quelques vestiges ont survécu.

## Architecture

Plan du temple : les colonnes en rose sont celles encore présentes.

À son apogée, Phoebiana s'étend sur environ 40 ha, le temple même sur 1 000 m2. Les routes y menant aboutissaient au forum. 
Une fontaine d'origine médiévale se trouve à l'entrée sud du monument (1). De là, on accède par un escalier au péristyle intérieur (porticus II), puis au temenos, espace sacré, qui mène au pronaos, entrée du temple, puis à la cella, espace fermé dédié à la divinité.
Sur les quatorze colonnes qui ceignaient le temple sur trois côtés, huit sont conservées et restaurées. Les trois colonnes à l'ouest sont dans l'alignement d'une portion de mur du péristyle extérieur (porticus I) et ont été recouvertes d'une toiture. Derrière le temple au nord se trouve une échoppe (taberna) où on trouve les vestiges d'une autre fontaine d'époque médiévale (2). À l'est subsiste une des colonnes du péristyle extérieur. L'emplacement des colonnes est signalé sur la rue Tempelweg (nom allemand pour « chemin du temple ») par un marquage au sol.

## Fouilles

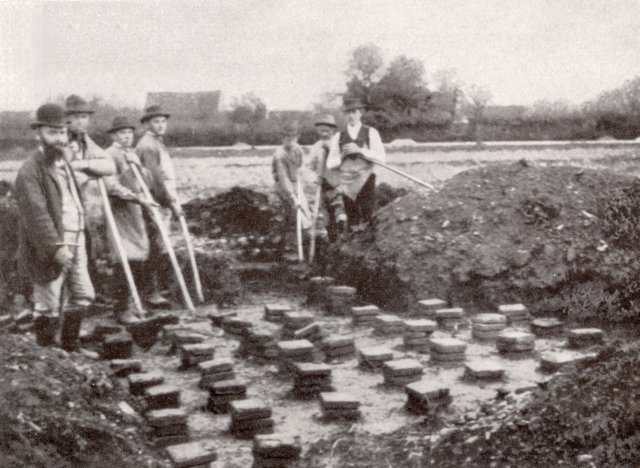
Magnus Scheller (à gauche) lors des fouilles, vers 1900.

Les fouilles ont commencé en 1888 sous l'impulsion de Magnus Scheller, instituteur du village. Depuis, elles ont révélé le temple et les vestiges des bâtiments environnants. Les restaurations et reconstructions actuelles ont été possibles grâce à la découverte de 150 pierres de taille dans la rivière Brenz en 1972, et d'autant de spolia du rempart du château.
On a pu nommer le temple par la mise au jour en 1981 de deux bornes milliaires sous le temple protestant de la commune voisine de Gundelfingen, qui portent les inscriptions Phoebiana et Apollo-Grannus ; il y est par ailleurs mentionné que l'empereur Caracalla y a fait construire des routes et des ponts en 212-213. En 2002, une troisième borne est découverte à Sontheim.
En 1987, un écomusée a été installé sur le site.